# 韓寒
韓 寒（かん かん、ハン・ハン、1982年9月23日 - ）は、中華人民共和国上海市生まれの作家。
デビュー作の『上海ビート（原題:三重門）』は、203万部を売ったベストセラー。雑誌編集者、プロのラリーレーサー、歌手、ブロガー、映画監督としても活動している。

## 人物
上海市金山区亭林鎮生まれ。1999年、当時高校生1年生だった韓寒は、第1回新概念作文大会でグランプリを受賞した。翌2000年に、デビュー作となる小説『三重門』（zh, 簡体字表記：三重门, 日本語版題名『上海ビート』）を出版すると、45版・100万部を売る直近20年では中国最大のベストセラーの一つとなり、韓寒現象と呼ばれるブームが起きた。同書はその後も売り上げを伸ばして203万部に達している。ほかに『他的国』など複数の小説やエッセイ集を発表しており、「80後」（1980年代生まれ）を代表する中国人作家と目されるようになっている。なお、受賞後に高校の期末試験で不合格となり落第した韓寒は、高校を中退している。
作家の次にはプロのラリードライバーとしても活動を始めた。レースは趣味だとする一方、印税収入と同じ程度の収入も得ていると本人は語っている。レーサー転身後は、作家としての活動は減っている。2009年の中国ラリー選手権では、グループNクラスで年度チャンピオンの座を獲得した。
ブログを通じた社会批評も行っており、中国国内ではブロガーとしての人気も高い。政府や中国共産党の指導者、公務員などに対して痛烈な批判を展開しているが、民主化運動家などとは異なって正面切っての体制批判は避けているとも言われる。2006年からの4年間でのアクセス数は2億9600万回以上に達している。中国人民大学の張鳴教授は、韓寒の社会的影響力は、中国全土の大学教授を集めたよりも大きいと評している。2009年中ごろには、中国で最も人気のあるブロガーとなっている。
韓寒は、自身が編集長を務める雑誌『独唱団』の出版も試みている。2009年5月から計画されているが、2010年3月に至るまで実際の発行は行われていない。その原因について、韓寒自身は、作家の基本的な権利保護と雑誌の質の両立のための話し合いと執筆依頼を続けているからとブログ上で説明している。他方で、出版社が過激な内容の雑誌の刊行に二の足を踏んでいるためとの推測もある。2010年1月に完成した創刊号は、表紙写真が中国共産党を揶揄しているとして検閲で不合格となっている。
2009年4月には、淘宝網上に、自身の著作を販売するオンライン書店を開設した。開店当初の3日間で400冊以上が売れた。
2010年には、雑誌『タイム』の「2010年 世界で最も影響力のある100人」にも、芸術家部門25人中の24番目で選ばれた。なお、インターネット投票の結果では2位となっている。
2013年には映画「いつか、また」の脚本兼監督を勤め、2014年7月にこの映画は公開された。

## 作品一覧

### 著書
- 『三重门』（zh） - 作家出版社、2000年5月初版、日本語版題名『上海ビート』
- 『零下一度』 - 上海人民出版社、2000年8月初版
- 『像少年啦飞驰』 - 作家出版社、2002年1月初版
- 『毒』 - 中国青年出版社、2002年10月初版
- 『通稿2003』 - 作家出版社、2003年9月初版
- 『长安乱』 - 中国青年出版社、2004年9月初版
- 『就这么漂来漂去』 - 接力出版社、2005年11月初版
- 『一座城池』 - 二十一世纪出版社、2005年12月初版
- 『韩寒五年文集』 - 中国青年出版社、2005年02月初版
- 『光荣日』 - 二十一世纪出版社、2007年07月初版
- 『杂的文』 - 万卷出版公司、2008年03月初版
- 『他的国』 - 万卷出版公司、2008年12月初版
- 『草』 - 万卷出版公司、2009年05月初版
- 『可爱的洪水猛兽』 - 万卷出版公司、2009年07月初版
- 『1988-我想和這個世界談談』 - 国際文化出版公司、2010年09月初版
- 『脱节的国度』 - 牛津大学出版社(中国)有限公司、2012年07月初版
- 『我所理解的生活』 - 浙江文艺出版社、2013年01月初版
- 『告白与告别』 - 北京联合出版公司、2014年08月初版

### 楽曲
- 『寒・十八禁』 - 2006年発売のアルバム。韓寒作詞の歌を中心に10曲。

### 映画
- 『いつか、また』(2014) - 2014年7月公開。韓寒が脚本兼監督。
- 『乗風破浪〜あの頃のあなたを今想う』(2017) - 日本では日中国交正常化45周年記念・中国映画祭「電影2018」で上映。
- 『ペガサス/飛馳人生』(2019) - 2019年5月日本公開[14]。
- 『四海』(2022)